# Петрушко, Сергей Игоревич
Серге́й И́горевич Петрушко (2 апреля 1958, Сталинабад — 3 января 1995, Ассиновская, Чечня) — подполковник Внутренних войск МВД РФ, участник осетино-ингушского конфликта и Первой чеченской войны, Герой Российской Федерации (25.08.1995, посмертно). Старший помощник начальника штаба 100-й дивизии оперативного назначения Северо-Кавказского округа Внутренних войск МВД РФ.

## Биография
Родился 2 апреля 1958 года в городе Душанбе Таджикской ССР в семье военного. В 1976 году окончил местную среднюю школу и поступил на службу в Советскую Армию.
Окончил Московское военное общевойсковое командное училище имени Верховного Совета РСФСР в 1980 году. Служил в мотострелковых войсках, прошёл путь от командира взвода в Группе советских войск в Германии до начальника разведки мотострелкового полка в Среднеазиатском военном округе.
В декабре 1993 года переведён во Внутренние войска МВД РФ.
Участник осетино-ингушского конфликта.
С декабря 1994 года — участник первой чеченской войны, одним из первых в дивизии представлен к награждению орденом.
3 января 1995 года группа из 9 разведчиков под командованием подполковника Сергея Петрушко была десантирована с вертолета в район станицы Ассиновская. Завязался бой, боевики стали отступать, бросив часть вооружения (в том числе несколько станковых гранатометов АГС), но с прибытием крупного отряда подкрепления перешли в контратаку. Петрушко организовал круговую оборону и вызвал подкрепление, лично уничтожил 2 пулемётных расчёта неприятеля, двух снайперов, трёх гранатометчиков и 7 боевиков, был ранен, но продолжал бой, вынес в укрытие раненного бойца. При смене огневой позиции был убит выстрелом снайпера.
Указом Президента Российской Федерации от 25 августа 1995 года за мужество и героизм, проявленные при выполнении специального задания, подполковнику Петрушко Сергею Игоревичу посмертно присвоено звание Героя Российской Федерации с вручением родным медали «Золотая звезда» (№ 206).
Награждён орденом Мужества (1995), медалями.
Приказом Министра внутренних дел РФ навечно зачислен в списки воинской части Внутренних войск МВД РФ.
Средней школе в посёлке Казачьи Лагери Октябрьского района Ростовской области присвоено имя Героя России подполковника Сергея Игоревича Петрушко.